# Afrida tortriciformis
Afrida tortriciformis är en fjärilsart som beskrevs av Heinrich Benno Möschler 1886. Afrida tortriciformis ingår i släktet Afrida och familjen trågspinnare. Inga underarter finns listade i Catalogue of Life.